# Odariukivka, Dîkanka
Odariukivka (în ucraineană Одарюківка) este un sat în comuna Bairak din raionul Dîkanka, regiunea Poltava, Ucraina.

## Demografie
Componența lingvistică a localității Odariukivka
     Ucraineană (95,29%)
     Rusă (3,53%)
     Maghiară (1,18%)
Conform recensământului din 2001, majoritatea populației localității Odariukivka era vorbitoare de ucraineană (95,29%), existând în minoritate și vorbitori de rusă (3,53%) și maghiară (1,18%).